# گمینا کوتسمژوو-لوبوژتسا
گمینا کوتسمژوو-لوبوژتسا (به لهستانی:  Gmina Kocmyrzów-Luborzyca) یک گمینا در لهستان است که در شهرستان کراکوف واقع شده‌است. گمینا کوتسمژوو-لوبوژتسا ۸۲٫۵۳ کیلومتر مربع مساحت و ۱۳٬۱۹۹ نفر جمعیت دارد.